# Angela Vode
 (décembre 2015).
Si vous disposez d'ouvrages ou d'articles de référence ou si vous connaissez des sites web de qualité traitant du thème abordé ici, merci de compléter l'article en donnant les références utiles à sa vérifiabilité et en les liant à la section « Notes et références ».
Angel Vode est née le 5 janvier 1892 et morte le 5 mai 1985. C'était une activiste yougoslave d'origine slovène dans le domaine du féminisme et des droits de l'homme.
Elle fut assez tôt membre du Parti communiste de Yougoslavie, mais elle en fut exclue pour avoir critiqué le Pacte germano-soviétique (appelé aussi pacte Molotov-Ribbentrop du nom des ministres des deux pays). Lors de la Seconde Guerre mondiale (voir l'article Invasion de la Yougoslavie) elle résista avec le front de libération slovène, d'obédience communiste et proche de Tito.  Elle fut capturée par les Nazis en 1944, et internée dans un camp de concentration. Après la guerre, elle a été jugée par les communistes, emprisonnée, puis exclue de la vie publique. Elle est devenue un symbole des victimes du totalitarisme en Slovénie.

## Éducation et jeunesse
Angela Vode est née à Ljubljana, alors dans l'Empire austro-hongrois, elle fit des études d'enseignement et est diplômée de Ljubljana en 1912, et enseigna quelque temps.

En 1921, elle se spécialise dans l'éducation aux enfants handicapés, et enseigna dans ce domaine pendant les 25 années qui suivirent. Elle publia plusieurs articles sur l'éducation des enfants handicapés, et finalement un livre en 1936 : Pomen pomožnega šolstva in njegov razvoj v Jugoslaviji, ce qui se traduit par L'importance des écoles auxiliaires et leur développement en Yougoslavie.
C'était également une des premières militantes des droits des femmes en Slovénie, et une des premières organisatrices des mouvements des droits de l'homme. Pendant l'entre-deux guerres elle a été élue présidente du mouvement des femmes de Yougoslavie, et présidente de la société des Enseignantes de Slovénie. Elle a publié de nombreux écrits sur l'injustice sociale et les droits de la femme, notamment Žena v sedanjem svetu, en 1934 (La femme dans le monde contemporain) et Žena i fašizam, en 1935 (la femme et le fascisme) qui a été écrit en Serbo-croate, mais surtout Spol in usoda en 1938 (sexe et destinée), qui est considérée comme son livre le plus important.
En 1922, elle rejoint le Parti communiste de Yougoslavie, qui était alors interdit. Elle revendique son geste comme un acte d'idéalisme, signifiant sa volonté de lutte contre l'injustice et pour les plus faibles, et pensant que le communisme serait en faveur de l'égalité et l'autonomie de la Slovénie au sein de la Yougoslavie.
En plus de sa langue maternelle, le Slovène, Angela Vode avait appris à parler couramment l'allemand, l'anglais, le français et le serbo-croate. Elle avait également des bases en italien et russe.

## Exclusion du Parti communiste et Seconde Guerre mondiale
En 1939, Vode critique violemment le Pacte germano-soviétique, ce qui conduit à une exclusion du Parti communiste.
En avril 1941, les forces de l'axe (Italie et Allemagne aidés de leurs alliés  en Roumanie et Bulgarie) envahissent la Yougoslavie. Vode milite pour un front commun contre l'Axe, critiquant les communistes slovènes, qui soutiennent la collaboration à Hitler sur ordre de Staline. Malgré ses dissensions avec les communistes, elle rejoint le front du peuple yougoslave, créé après l'invasion allemande de l'URSS de juin 1941, et obtient un grade élevé dans l'organisation. À la fin de l'année 1941, elle rejoint le groupe Stara Pravda ("Vieille Justice") dirigé par le gauchiste Črtomir Nagode. En 1942, ce groupe se sépare des communistes du front du peuple slovaque.
Après son exclusion des forces combattantes, elle continue cependant ses actions sociales. La province de Ljubljana était sous occupation italienne, dans laquelle les conditions de vie étaient meilleures que les zones d'occupation allemande. Vode s'occupait des réfugiés fuyant les zones allemandes En 1942, les Italiens fusillent des otages, elle écrit alors une pétition à Benito Mussolini que le Parti communiste slovène détruit. En effet, les communistes veulent se présenter comme les seuls combattants de l'intérieur, pour s'imposer à la libération. Au printemps 1943, Vode est arrêté par les fascistes italiens, et fait plusieurs mois de prison. En janvier 1944, elle est envoyée par les allemands à Ravensbrück, d'où elle ressort en mauvaise santé mais encore vivante en automne 1944.

## Après-guerre, procès, emprisonnement et fin de vie
Après la Seconde Guerre mondiale, elle continue son travail d'enseignante, jusqu'en 1947 où les  services secrets yougoslaves l'emprisonnent et la torturent pendant deux mois. En automne de l'année 1947, lors du procès Nagode, elle est condamnée en même temps que plusieurs autres prisonniers. 
Elle a été inculpée pour espionnage, et pour avoir décrit la situation politique et économique en Slovénie de façon diffamatoire, dans l'intention de le livrer à la croix-rouge américaine. Elle a été condamnée à 20 ans de prison, et déchue de ses droits pour 5 ans supplémentaires. Elle a été relâchée après 6 ans, probablement à cause des pressions internationales sur la Yougoslavie de Tito.

Après sa libération, Vode est devenue une non-personne c'est-à-dire qu'elle n'avait aucun droit  : elle ne pouvait ni trouver un travail, ni percevoir un revenu, ni avoir de sécurité sociale, ni d'aide de l'Etat, ni obtenir de passeport. Elle n'avait pas non plus le droit d'écrire ou de publier, et il était interdit de la citer, ou d'étudier ses travaux. Par conséquent, sa sœur Ivanka Špindler l'a entretenue pendant plusieurs années.
Elle a été autorisée à avoir un passeport dans les années 1970, et est apparue au public en 1985, peu avant sa mort, pour donner une interview au journal Nova revija. Elle est morte à Ljubljana en 1985.

## La Mémoire cachée
Dans les années 1960, elle commence à écrire son autobiographie en secret. Le manuscrit est achevé en 1971, elle choisit le titre « Skriti spomin », ce qui peut se traduire par Mémoire cachée, ou Mémoire invisible. Elle garda le texte caché pendant trente ans, avant de le donner à son neveu Janez Špindler, pour le faire imprimer. C'est la journaliste et historienne Alenka Puhar, qui l'édita, et le fit publier par Nova Revija pour la première fois en 2004, soit 19 ans après la mort de son auteur.
Le livre est divisé en trois parties ; la première décrit la guerre comme elle l'a vécue, y compris le comportement des communistes qui considéraient l'aide aux civils comme de la collaboration, la deuxième raconte son emprisonnement, dont les interrogatoires et tortures subis ainsi que sa vie de non-personne, qu'elle décrit comme « une variante de la vie, atténuée et diluée », la troisième juge le système communiste yougoslave, critiquant notamment une élite dirigeante gouvernant mal son peuple.
En 2008, Slovenija a diffusé le film La Mémoire Cachée, décrivant la deuxième partie du livre éponyme.